# Maremmano
Maremmano là một giống ngựa có nguồn gốc ở vùng Maremma của Toscana và Lazio ở nước Ý. Vốn là một giống ngựa làm việc chăm chỉ được sử dụng bởi nhà Butteri cho quản lý chăn nuôi, ngày nay nó được dùng chủ yếu để cưỡi. Được phối giống thường xuyên với ngựa Thoroughbred và các giống khác đã dẫn đến một loại ngựa thể thao hơn, Maremmano migliorato, hoặc "ngựa Maremmano cải tiến".

## Lịch sử
Lịch sử của giống Maremmano chưa được biết rõ, nhưng người ta cho rằng chúng được phát triển từ các trại giống Bắc Phi được kết hợp với các giống ngựa Tây Ban Nha, Barb, Neapolitan và Ả Rập. Trong thế kỷ 19, có lẽ giống này đã được lai tạo với các giống ngựa Thoroughbred, Norfolk Roadster và các giống ngựa khác.
Trong hơn một thế kỷ, giống ngựa Maremanno nguyên thủy đã được lai tạo với ngựa Thoroughbred, kết quả cho ra một giống ngựa cao hơn và mềm mại hơn, nhưng giảm đi tính cứng rắn và sức chịu đựng của giống gốc. Việc lai giống với ngựa Freiberger ở tỉnh Pesaro của Ý đã dẫn đến một giống ngựa được gọi là ngựa Catria.

## Đặc điểm
Giống ngựa Maremmano thường cao từ 15 đến 15,3 tay (60 và 63 inch, 152 và 160 cm) và thường có màu nâu đỏ, nâu, hạt dẻ đen hoặc đen, mặc dù thỉnh thoảng thấy màu xám. Nó có một cái đầu hơi dài, hơi nặng, một cổ cơ bắp rộng ở chân, cao, vai cơ bắp, ngực đầy và vai dốc. Mặt sau ngắn, xương sườn dốc, và chân vững chắc và chắc chắn với các khớp tốt và móng guốc mạnh. Loài này được biết đến với tính bền vững và khả năng thích ứng với thời tiết xấu và địa hình gồ ghề.